# Interlingua
Interlingua, sau și „interlingua de IALA”, este o limbă artificială bazată pe limbile romanice.
Moștenirea comună lingvistică din Europa are o origine greco-latină. Între 1924 și 1951 un grup de lingviști profesioniști au caracterizat limba latină ca limbă "supraviețuitoare" și au înregistrat-o într-o lucrare publică pentru institutul științific IALA (International Auxiliary Language Association). Ca rezultat a apărut limba numită acum „interlingua”. Gramatica ei este deosebit de simplă, pentru ca toți europenii sau și americanii să poată înțelege la prima vedere orice text tehnic sau științific scris în interlingua.
Utilitatea practică a interlinguei a fost pusă în evidență în rezumate ale publicațiilor științifice, în principal în domeniul medicinei, dar și ca mijloc principal de comunicare în conferințele internaționale.
Interlingua nu se bazează pe cuvinte inventate, nici pe prefixe și sufixe artificiale sau pe contrucții frazeologice apropiate de limbile din Europa. Nu are nici litere cu particularități deosebite (de ex. semne diacritice), care ar putea fi greu de imprimat la nivel tipografic.
La învățare interlingua oferă un mijloc rapid de cunoaștere a vocabularului internațional. În școlile din Suedia există un curs de interlingua de sine stătător. Cunoașterea interlinguei înseamnă o bază excelentă pentru studiul limbilor romanice precum și pentru studiul avansat al limbii engleze.
Datorită faptului că româna face parte din grupul de limbi romanice, interlingua se aseamănă cu aceasta.

## Exemplu
Exemplu de text în interlingua: Tatăl Nostru (disponibil și ca fișier MP3[nefuncțională]
):
Nostre Patre, qui es in le celos,
que tu nomine sia sanctificate;
que tu regno veni;
que tu voluntate sia facite
super le terra como etiam in le celo.
Da nos hodie nostre pan quotidian,
e pardona a nos nostre debitas
como nos pardona a nostre debitores,
e non duce nos in tentation,
sed libera nos del mal.